# Tuchan
Tuchan (okzitanisch Tuissan) ist eine Gemeinde mit 790 Einwohnern (Stand 1. Januar 2022) in Frankreich. Sie liegt im Département Aude in der Region Okzitanien. Die Einwohner der Gemeinde heißen Tuchanais.

## Lage
Tuchan liegt in der geografischen Region Corbières. Das Gemeindegebiet ist Teil des Regionalen Naturparks Corbières-Fenouillèdes.

## Bevölkerungsentwicklung
| Jahr | Einwohner |
| ---- | --------- |
| 1962 | 1014      |
| 1968 | 0862      |
| 1975 | 0804      |
| 1982 | 0814      |
| 1990 | 0794      |
| 1999 | 0803      |
| 2016 | 0774      |

## Weinbau
Ein Teil der landwirtschaftlichen Flächen dient dem Weinbau und die Weinberge liegen innerhalb der geschützten Herkunftsbezeichnungen Corbières, Fitou und Muscat de Rivesaltes. 

## Sehenswürdigkeiten
- Ruinen der Burg Aguilar aus dem 12. und 15. Jahrhundert
- Kirche Notre-Dame de Faste aus dem 14. Jahrhundert